# Caeneressa flavolavata
Caeneressa flavolavata är en fjärilsart som beskrevs av Rothschild 1910. Caeneressa flavolavata ingår i släktet Caeneressa och familjen björnspinnare. Inga underarter finns listade i Catalogue of Life.